# Karl Winkler (Lehrer)

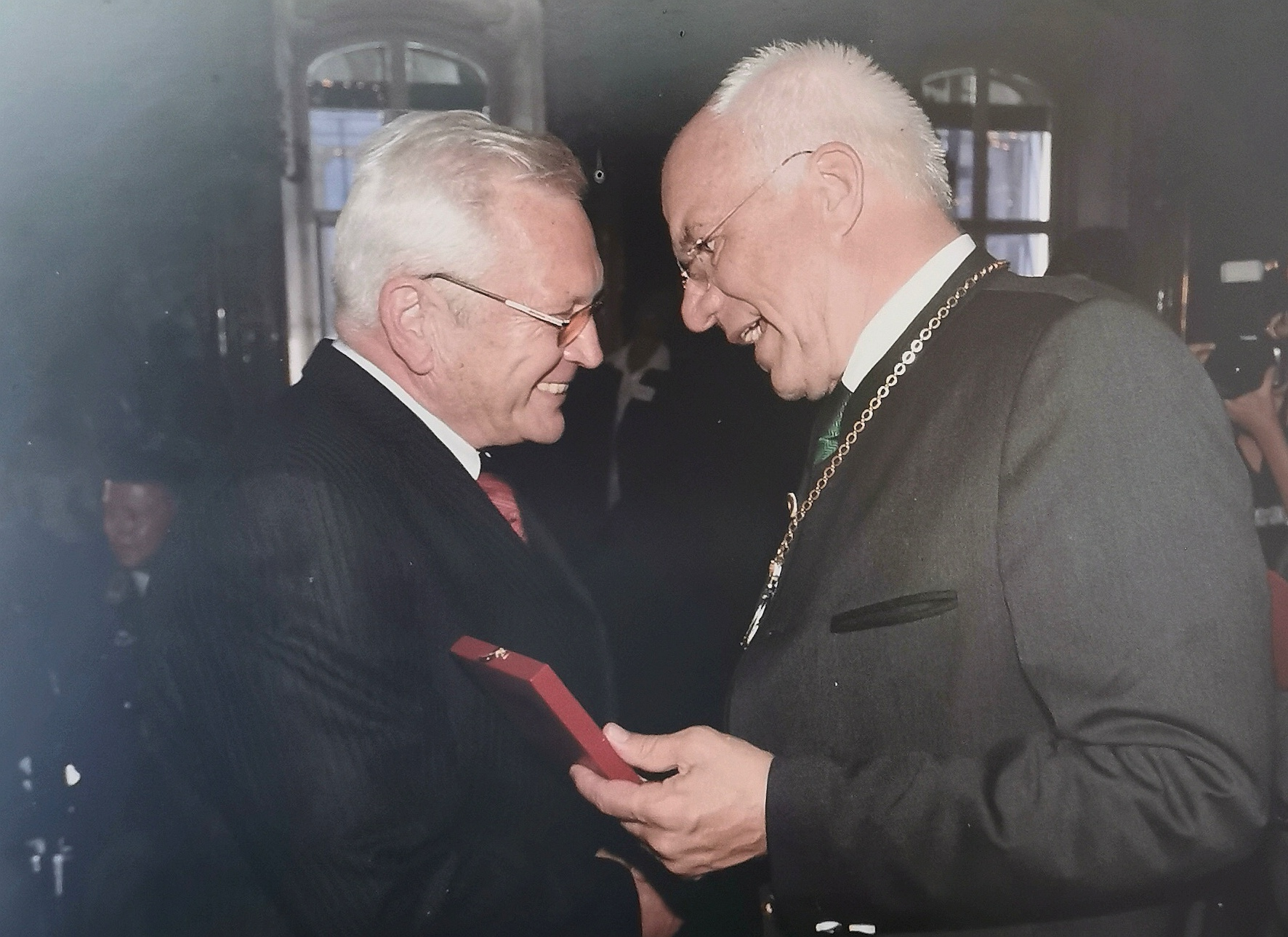
Verleihung des Verdienstkreuzes des Landes Tirol an Karl Winkler (links) durch Landeshauptmann Herwig van Staa 2007

Karl Winkler (* 21. März 1939 in Innsbruck; † 6. August 2022) war ein österreichischer Pädagoge, Sonderschuldirektor und Gründer der Lebenshilfe Tirol.

## Leben
Winkler wurde 1939 als ältestes Kind des Wiltener Speisehausbetreibers Karl Winkler und seiner Frau Katharina geboren. Die Kriegsjahre verbrachte er teilweise bei Verwandten in Angath im Tiroler Unterland. Nach dem Krieg kam er zurück nach Innsbruck. Nach der Schule folgte eine Ausbildung an der Lehrerbildungsanstalt Innsbruck, wo er auch seine spätere Ehefrau kennenlernte. Mit 24 Jahren gründete Karl Winkler gemeinsam mit anderen Sonderschullehrern den Verein Lebenshilfe Tirol.

## Lebenshilfe Tirol
Am 13. August 1963 gründete Winkler mit dem Direktor Erich Schaber und Pädagogen der Innsbrucker Daniel-Sailer Schule den „Verein Lebenshilfe für das entwicklungsbehinderte Kind.“ Grund war die oft menschenunwürdigen Behandlung von Personen mit geistiger oder körperlicher Beeinträchtigung, die auch bis lange nach dem Zweiten Weltkrieg anhielt und der man entgegenwirken wollte. Ziel war es, Menschen mit Behinderung auch nach der Schule bestmöglich zu unterstützen, die in der damaligen Zeit ansonsten oft in Kranken- und Heilanstalten untergebracht wurden.
Nachdem er bei einem Treffen 1963 den deutschen Sonderschulrektor in Lübbecke, Herrn Walter Wache, kennengelernt hatte, reiste Winkler nach Deutschland und besuchte zehn Tage lang gemeinsam mit Wache Einrichtungen der Lebenshilfe Deutschland in Düsseldorf, Dortmund, Wuppertal, Kassel, Paderborn und anderen Orten.
Zurück in Innsbruck begann er, eine erste Werkstätte für schulentlassene behinderte Jugendliche einzurichten. Damit entstand die Lebenshilfe Tirol. Durch die Aktion „Gesunde Kinder helfen kranken Kindern“, wurde das Tabuthema der behinderten Menschen in der Gesellschaft erfolgreich bekämpft.
1970 stellte die Stadt Innsbruck dem Verein ein Haus am Domanigweg 3 für seine Werkstätte zur Verfügung. In den nachfolgenden Jahren wurden Einrichtungen in allen Bezirken des Bundeslandes Tirol aufgebaut. 
Aktuell beschäftigt die Lebenshilfe Tirol mehr als 1050 Mitarbeiter in sämtlichen Bezirken Tirols, die rund 1600 Menschen mit körperlicher oder geistiger Behinderung unterstützen. Hinzu kommen rund 235 Klienten, die in mehr als 115 Wohngemeinschaften begleitet werden.
Im Lebensabend hat Winkler zum Lebenshilfe-Skandal (2010) in Tirol geschwiegen.

## Ehrungen und Auszeichnungen (Auswahl)
Für seinen Einsatz im sozialen Bereich wurden Karl Winkler mehrere Ehrungen der Lebenshilfe, der Stadt Innsbruck und des Landes Tirol zuteil, u. a. 2007 das Verdienstkreuz des Landes Tirol, 2009 das Verdienstkreuz der Stadt Innsbruck sowie 2015 das Ehrenzeichen des Landes Tirol.